# Chiamata selettiva digitale
La chiamata selettiva digitale (DSC - gergalmente selettiva, in inglese: digital selective calling) è un'importante funzionalità di sicurezza che può essere presente negli apparati mobili di ricetrasmissione VHF marini e negli apparati ricetrasmittenti mobili MF/HF o delle forze di polizia e di soccorso. 
Premendo un singolo pulsante (tipicamente rosso) il sistema provvede a trasmettere l'identificativo del veicolo che lo emette ed anche la posizione da cui si invia la chiamata, se lo strumento è interfacciato con un GNSS. Il segnale viene immediatamente ricevuto da ogni altro apparato DSC situato a distanza utile e viene ripetuto ogni 4 minuti. 
Il sistema può essere usato anche per chiamate non di emergenza (distress, urgency, safety, routine sono le quattro classi di chiamata e solo la prima è automaticamente trasmessa a tutte le stazioni riceventi), ma è importante osservare che, essendo codificato, elimina le difficoltà che si hanno nella comunicazione tra soggetti di lingua diversa. Il nome è legato al fatto che la chiamata (call) è digitale (digital) e può essere indirizzata in modo specifico (selective) ad una singola stazione ricevente. 
Il DSC fa parte di un sistema più ampio di comunicazioni marittime che si chiama GMDSS (Global Maritime Distress and Safety System) che serve non solo per le comunicazioni di emergenza ma anche per comunicazioni ordinarie tra imbarcazioni e verso terra. Altri equipaggiamenti GMDSS sono l'EPIRB, l'INMARSAT, il SART e il NAVTEX.